# Ambohitromby (Bongolava)
Ambohitromby is een plaats en gemeente in Madagaskar gelegen in het district Fenoarivobe van de regio Bongolava.  Er woonden bij de volkstelling in 2001 21.616 mensen.